# Norbert Huber (pallavolista)
Norbert Huber (Brzozów, 14 agosto 1998) è un pallavolista polacco, centrale dello Jastrzębski Węgiel.

## Carriera

### Club
La carriera di Norbert Huber inizia nel club della sua città natale, il Brzozów. In seguito passa al settore giovanile dell'Asseco Resovia e, parallelamente, gioca per la formazione federale dello SMS Spała. Nella stagione 2017-18 debutta tra i professionisti, ingaggiata dallo Czarni Radom, in Polska Liga Siatkówki; dopo un biennio a Radom, prosegue la sua militanza nella massima serie polacca, accasandosi nel campionato 2019-20 con lo Skra Bełchatów, dove milita per due annate. 
Viene quindi ingaggiato dallo ZAKSA nella stagione 2021-22, aggiudicandosi uno scudetto, due edizioni della Coppa di Polonia e altrettante della Champions League; nel finale della prima annata con il club di Kędzierzyn-Koźle è vittima di un grave infortunio al tendine di Achille, che lo costringe a un intervento chirurgico e, conseguentemente, a un lungo stop. Nell'annata 2023-24 si trasferisce allo Jastrzębski Węgiel, vincendo il suo secondo scudetto ed ottenendo il riconoscimento di miglior giocatore della stagione.

### Nazionale
Fa parte della nazionale Under-20 polacca che conquista l'oro al campionato europeo 2016 (passando dalle qualificazioni), mentre con l'Under-21 si aggiudica l'oro al campionato mondiale 2017.
Nel 2019 debutta in nazionale maggiore nel corso della Volleyball Nations League, dove si aggiudica la medaglia di bronzo, seguita dall'argento alla Coppa del Mondo. Successivamente vince un altro argento alla Volleyball Nations League 2021 e l'oro alla Volleyball Nations League 2023 e al campionato europeo 2023, dove viene premiato come miglior centrale. Nel 2024 conquista il bronzo alla Volleyball Nations League e l'argento ai Giochi della XXXIII Olimpiade.

## Palmarès

### Club
- Campionato polacco: 1

2021-22, 2023-24
- Coppa di Polonia: 2

2021-22, 2022-23
- Champions League: 2

2021-22, 2022-23

### Nazionale (competizioni minori)
- Campionato europeo Under-20 2016
- Campionato mondiale Under-21 2017
- Memorial Hubert Wagner 2021
- Memorial Hubert Wagner 2023

### Premi individuali
- 2023 - Campionato europeo: Miglior centrale
- 2024 - Polska Liga Siatkówki: MVP
- 2024 - Polska Liga Siatkówki: miglior centrale